# Леонард, Шугар Рэй
Шу́гар Рэй Ле́онард (англ. Sugar Ray Leonard), имя при рождении Рэй Чарльз Ле́онард (англ. Ray Charles Leonard; 17 мая 1956 года, Уилмингтон, Северная Каролина, США) — американский боксёр-профессионал, выступавший в полусредней, 1-й средней, средней, 2-й средней и полутяжёлой весовых категориях.
Один из лучших боксёров в истории. Дважды победитель престижного турнира Золотые перчатки (1973) в лёгком весе и в первом полусреднем весе (1974). Чемпион Панамериканских игр 1975 года в первом полусреднем весе. Чемпион XXI летних Олимпийских игр 1976 года в первом полусреднем весе.
Чемпион мира в пяти весовых категориях: полусредней (версия WBC, 1979—1980 и 1980—1982; версия WBA, 1981—1982), 1-й средней (версия WBA, 1981), средней (версия WBC, 1987), 2-й средней (версия WBC, 1988—1989) и полутяжёлой (версия WBC, 1988) весовых категориях.
Дважды обладатель звания «Лучший боксёр года» 1979 и 1981 годов по версии журнала The Ring. «Боксёр года» по версии BWAA (1976, 1979, 1981). «Боксёр десятилетия» (1980-е) по версии журнала The Ring. Включён в Международный зал боксёрской славы (1997), Зал славы бокса штата Невада (2012), Всемирный зал боксёрской славы (2007).
Первый боксёр, заработавший 100 миллионов долларов за карьеру. Крёстный отец Хлои Кардашьян.

## Жизнь до бокса
Имя при рождении — Рэй Чарльз. У его родителей, Геты и Цицерона Леонард было семеро детей. Рэя назвали в честь любимого певца его матери исполнителя Рэя Чарльза. Отец Леонарда служил во флоте был чемпионом ВМС США в полусреднем весе имел рекорд 46-1.
Рэй Леонард родился в Роки-Маунт, который находится в штате Северная Каролина. Был пятым из семи детей, рождённых в его семье.
Детство провёл в Уилмингтоне. Отец семейства работал в качестве менеджера супермаркета, а мать была медсестрой. В детстве Леонард пел в церковном хоре вместе со своими сёстрами, хотя рос застенчивым ребенком, много времени проводил дома за чтением комиксов и играми со своим псом. В школе вёл себя примерно, по воспоминаниям матери, на сына никогда не жаловались учителя. Старший брат Леонарда, Роджер Леонард, также был профессиональным боксёром, имел рекорд 16-1.

## Любительская карьера
Начал заниматься боксом в 1969 году по наставлению брата.
Первый любительский бой провёл в 1972 году.
2 раза выиграл престижный любительский турнир «Золотые перчатки» в 1973 и 1974 годах.
В 1973 в финале турнира «Золотые перчатки» Леонард побеждает Хилмера Кенти, будущего чемпиона мира.
В 1975 национальный чемпион AAU в полусреднем весе.
Победитель чемпионата Северной Америки 1975 года в Майами в полусреднем весе.
В 1976 чемпион США в полусреднем весе
В 1976 проводит отборочные бои за участие в летних Олимпийских играх в Монреале.
На Олимпиаде в Монреале Леонард ярко побеждал каждого из соперников. Перед финальным боем Рэй считался аутсайдером. Ему предстояло разделить ринг с кубинским нокаутёром по имени Андрес Алдама. Им были повержены Ронни Шилдс, будущий претендент на титул чемпиона мира и будущий чемпион мира в первом полусреднем весе. Брат Дональда Карри Брюс Карри. В итоге Леонард едет представлять США на Летних Олимпийских играх в Монреале в первом полусреднем весе. Леонард перебил более крупного Алдаму, действуя на отходе и систематически бил эффектными связками ударов. Во втором раунде Андрес оказался в нокдауне. Любительский поединок американца с кубинцем получился зрелищнее иных профессиональных боев и считается одним из самых зрелищных боёв среди финалов ОИ. Рэй Леонард преодолел сильную боль в обеих руках и удостоился уверенной победы единогласным решением судей. Все бои в рамках Олимпийских Игр Рэй Леонард выиграл со счётом 5-0. Эффектный путь к финалу и золото ОИ принесли ему признание боксёрской общественности.
Олимпийские результаты:
Победил по очкам (5-0) Ульфа Карлссона (Швеция).
Победил по очкам (5-0) Валерия Лимасова (Советский Союз).
Победил по очкам (5-0) Клинтона Маккензи (Великобритания).
Победил по очкам (5-0) Ульриха Байера (Восточная Германия).
Победил по очкам (5-0) Казимежа Щерба (Польша).
Победил по очкам (5-0) Андреса Альдама (Куба).
Любительский рекорд 145-5 с 75 нокаутами.

### Титулы
- 1972 —  Чемпион «Любительского спортивного союза» США (AAU[англ.]) в лёгком весе
- 1973 —  Серебряный призёр «Любительского спортивного союза» США (AAU[англ.]) в полусреднем весе
- 1973 —  Чемпион турнира «Золотые перчатки» в лёгком весе
- 1974 —  Чемпион турнира «Золотые перчатки» в полусреднем весе
- 1974 —  Чемпион «Любительского спортивного союза» США (AAU) в полусреднем весе
- 1975 —  Чемпион «Любительского спортивного союза» США (AAU) в полусреднем весе
- 1975 —  Чемпион Северной Америки[4] в полусреднем весе
- 1975 —  Чемпион VII Панамериканских игр в полусреднем весе
- 1976 —  Чемпион XXI Летних Олимпийских Игр в полусреднем весе

### Профессиональная карьера
После победы на Олимпиаде и завоевания золотой медали Леонард объявил о своём намерении уйти из бокса, утверждая, что осуществил свою мечту. Первоначально, Рэй хотел поступить в университет и стать адвокатом, но его план подкосила болезнь отца и матери.
К тому моменту «Лео» и сам стал отцом, его семье тоже нужна была поддержка. Хуанита Уилкинсон, мать его внебрачного сына, подала иск на отцовство в попытке добиться от Рэя получения и выплаты алиментов.
Эти обстоятельства подтолкнули его к решению зарабатывать на жизнь профессиональным боксом. Рэй Леонард сразу сработался с нужными людьми, наняв Анджело Данди, бывшего тренера Мухаммеда Али, и адвоката Майка Трэйнера, который стал его бизнес-менеджером. Это сразу вызвало большой интерес к молодому боксёру.
Дебютировал на профессиональном ринге в феврале 1977 года.
5 февраля 1977 года, в своём дебютном поединке Шугар Рэй Леонард побеждает Луиса Вега — крепкого боксёра из Пуэрто-Рико решением по итогам шести раундов, выиграв каждый из них. Первый гонорар составил впечатляющие для дебютанта $ 40 044.
В сентябре 1978 года встретился с первым серьёзным противником на профессиональном ринге Флойдом Мейвезером-старшим. Леонард выиграл техническим нокаутом в 10 раунде.

##### Первый бой за титул чемпиона мира
В ноябре 1979 года состоялся бой двух непобеждённых боксёров — амбициозного претендента Шугара Рэя Леонарда и самого молодого чемпиона в истории бокса, бывшего чемпиона в первом полусреднем весе Уилфреда Бенитеса, на момент боя владевшего титулом WBC в полусреднем весе. Леонард нокаутировал чемпиона в 15-м раунде.

## Шугар Рэй Леонард —Уилфред Бенитес
30 ноября 1979
Место проведения:  Caesars Palace, Невада, США
- Результат: Победа Леонарда техническим нокаутом в 15 раунде — 15-раундовом бою
- Статус: Чемпионский бой за титул WBС в полусреднем весе (2-я защита Бенитеса)
- Рефери: Карлос Падилья
- Счет судей: Арт Лурай (137—130), Гарри Гиббс (136—134), Рэй Солис(137—133) — все в пользу Леонарда
- Трансляция: HBO PPV
- Счёт неофициального судьи: 139—129 победа Леонарда.

Бенитес был чемпионом мира в полусреднем весе, а Леонард был обязательным претендентом на победу в полусреднем весе пояса WBС. Несмотря на то что Бенитес был в статусе непобеждённого чемпиона Леонард был фаворитом 3 к 1. По оценкам Бенитес должен был заработать 1,2 миллиона долларов, а Леонарда — 1 миллион долларов. В то время это был самый большой гонорар среди бойцов не тяжёлого веса.

## Шугар Рэй Леонард —Роберто Дюран
30 июня 1980
- Возвращение Леонарда в Монреаль, где он выиграл золотую медаль на Олимпийских играх в 1976 году.
- В опросе, в котором приняли участие около 30 спортивных обозревателей, 16 посчитали что Дюран выиграет нокаутом. 13 сошлись во мнении что Леонард сможет остановить Дюрана. Только один обозреватель дал прогноз что панамец выиграет у Леонарда по очкам.
- 46 317 болельщиков пришли на Олимпийский стадион чтобы посмотреть бой.
- Дюран заработал 1,5 миллиона долларов, что было самым большим чеком за всю его карьеру на тот момент, в то время как Леонард должен был заработать от 7,5 до 10 миллионов долларов — больше денег, чем любой боец, выходивший на ринг.
- Здоровье Дюрана вызывало беспокойство, когда за три дня до боя он был вынужден провести два часа у кардиолога. После того, как ЭКГ выявила нарушение сердечного ритма, был вызван доктор из Монреальского института сердца. «Его ЭКГ показал некоторые результаты, которые у нормального человека могут принять как болезнь коронарной артерии» — сказал доктор. «Это сужение артерии сердца. Однако этот тип ЭКГ часто наблюдается у высококвалифицированных спортсменов. У хорошо тренированного спортсмена сердечная мышца может быть немного толще, чем у среднестатистического человека, что приводит к необычным результатам ЭКГ. То, что произошло в случае с Дюраном.»

Дюран был не просто хорошим бойцом, он был очень опасным. На момент встречи с Леонардом этот панамец провёл более 70 профессиональных боев и потерпел поражение только в одном, дважды реваншировавшись. Роберто являлся воплощением латиноамериканского мачизма. Трудное детство, уличные бои, безжалостный, бесстрашный, мужественный и обученный боец с тяжёлым ударом. Этот образ, ассоциируемый с первобытной агрессией, был противоположностью умного, красивого и изящного Леонарда.
Два знаменитых промоутера — Боб Арум и Дон Кинг организовали это событие совместно. Поединок состоялся 20 июня 1980 года в канадском Монреале, том самом, где Рэй Леонард четырьмя годами ранее взял олимпийское золото. Он считался фаворитом 9 к 5. Гонорар Дюрана предварительно оценивался в $ 1,5 млн. — до этого он никогда не получал большей суммы. Леонард по некоторым оценкам заработал за бой от $ 7,5 до 10 млн.
Перед поединком Дюран говорил, что изучил соперника также досконально, как и свою тень, и заявлял, что готов ко всему. Леонард сдержанно отзывался о Роберто, как о человеке, которого стоит опасаться.
В стартовом раунде Дюран обозначил намерение работать вблизи. Лео действовал в ответ. В середине второго отрезка боя Роберто потряс американца левым сбоку. Панамец стремился поставить соперника к канатам, чтобы занять фронтальную позицию и работать силовыми ударами с обеих рук. И, надо сказать, ему это успешно удавалось.
Да и сам Леонард был не против боя на встречных курсах. Ещё в третьем раунде стало ясно, что он не намерен боксировать с дистанции, держа соперника на вытянутой руке. Шугар принял силовой бой, а потому — встреча была насыщена разменами, перманентной агрессией и злобой, за что её прозвали «Бойня в Монреале». Большую часть времени Рэй провёл вплотную спиной к канатам.

По итогам близкого поединка победу единогласным решением одержал Роберто Дюран. В среднем он наносил 61 удар за раунд, а в цель пришлось — 21. Шугар в среднем наносил по 50 ударов за раунд, из которых в цель пришлось 18. Вживую бой посмотрели более 46 000 человек.
«Он лучший, с кем я дрался. Пару раз он меня удивил, но я не был в плохом положении. Леонард просто обязан был быть хорошо готов, ведь он дрался со мной» — Роберто Дюран.
«Я же сказал, что не буду бегать от Дюрана. У меня не было вариантов. Люди задавались вопросом, могу ли я выдержать сильный удар. Я показал, что могу. Надо отдать должное Роберто, это самый жёсткий парень из всех, с кем я дрался»
«Битва в Монреале не была боксёрским матчем. Это была уличная драка. Я не использовал свои навыки. Просто был полон решимости стоять на своём и обмениваться ударами с Дюраном. Мне не нравится его манера. Он ведёт себя так, будто владеет миром».

«После 14 раунда, я знал, что он взял этот бой. Я чувствовал, что выложился на сто процентов, но неправильно вёл поединок. Эмоциональное опустошение — вот что я ощущал. Моя семья и друзья плакали. Все плакали, но не я» — Шугар Рэй Леонард.

## 6 апреля 1987Шугар Рэй Леонард —Марвин Хаглер
В апреле 1987 года Леонард вышел на ринг против чемпиона мира в среднем весе по версии WBC Марвина Хаглера, который добивался этого боя на протяжении более десяти лет. Леонард в своей привычной пританцовывающей манере быстро перемещался по рингу из стороны в сторону и непрерывно уходил от преследования, отстреливаясь джебом. Хаглер, отчаянно ненавидевший Леонарда, злобно шипел ему сквозь зубы всяческие проклятия: «Прекрати бегать, ты, маленькая сучка! Стой и дерись как мужчина!». Леонард улыбаясь отвечал: «О нет. Только не сейчас», и продолжал в своей подвижной манере. После финального гонга, Леонард подошёл к Хаглеру, обнял его и сказал: «Ты меня побил!» («You beat me»). (англ.) Раздельным решением судей победителем был объявлен Леонард. Бой был признан апсетом года. Менеджеры Хаглера и многие представители прессы заявили, что его в очередной раз «обокрали» судьи. После этого боя Хаглер долго и тяжело переживал это судейское решение, безуспешно добиваясь повторной встречи, а когда он понял, что всякие надежды на их повторную встречу тщетны, Хаглер навсегда ушёл из бокса и уехал жить в Италию. До сих пор в интервью, когда его спрашивают о величайших боксёрах прошлого, Хаглер нередко называет имя Рэя Робинсона, добавляя к нему «Настоящий Шугар Рэй!», подразумевая, что Рэй Силс и Рэй Леонард «ненастоящие».

## Возвращение на ринг
В ноябре 1988 года Леонард вышел на бой против чемпиона мира в полутяжёлом весе по версии WBC Донни Лалонда. На кону также стоял вакантный титул чемпиона мира во 2-м среднем весе по версии WBC. По этой причине лимит веса в этом бою был ужесточён. Леонард нокаутировал противника в 9-м раунде.
В июне 1989 года состоялся повторный бой между Леонардом и Томасом Хирнсом. Леонард побывал в нокдауне в 3-м и 11-м раундах. По итогам 12 раундом судьи объявили ничью. Решение было спорным — эксперты сочли, что на самом деле победил Хирнс. Позже Леонард признал своё поражение.
В декабре 1989 года Леонард в 3-й раз встретился с Роберто Дураном. Леонард уверенно победил по очкам.
В феврале 1992 года Леонард вышел на бой против чемпиона в первом среднем весе по версии WBC Терри Норриса. Норрис победил по очкам. После этого боя Леонард ушёл из бокса.

## Последнее возвращение Леонарда
В марте 1997 года Леонард неожиданно вернулся на ринг, встретившись на ринге с опасным «левшой» Эктором Камачо, который на тот момент имел уже 19 побед подряд, годом ранее победив Роберто Дюрана. После этого Леонард окончательно завершил карьеру боксёра. После боя сделал заявление «Ходили слухи, что он был госпитализирован, и это было правдой». Леонард опроверг слухи и сказал что пресса перепутала его слова. Госпитализирован был Рэй Леонард-младший. Лечащий врач предложил отложить бой, но Леонард отказался. Он не спарринговал в течение двух недель. Когда он возобновил спарринг, случился рецидив. Затем его лагерь закрыл свои тренировки для прессы и публики. По ходу поединка Леонард иногда действовал неплохо, несколько раз доставая Камачо.
Но возраст и простой давал о себе знать. Леонард пропускал удар и принимал на себя всё больше ущерба. В пятом раунде точными ударами был отправлен в нокдаун.
Поднялся на счёте пять.
После этого он рассказал, что 31 января он порвал связки на правой ноге во время тренировочного процесса. «Я должен был отменить бой», — сказал Джей Ди Брау, менеджер Леонарда.

## Результаты боёв
| Сводная информация по профессиональным рекордам |          |             |
| 40 боёв                                         | 36 побед | 3 поражений |
| По нокауту                                      | 25       | 1           |
| По решению                                      | 11       | 2           |
| Ничья                                           | 1        | 1           |

| Бой | Рекорд     | Дата             | Соперник                        | Место боя                                                   | Результат        | Данные о бое |
| --- | ---------- | ---------------- | ------------------------------- | ----------------------------------------------------------- | ---------------- | --- |
| 40  | 37(25)-3-1 | 1 марта 1997     | Эктор Камачо (62-3-1)           | Convention Hall, Атлантик-Сити, Нью-Джерси, США             | TKO5 (12) 1:08   | Гонорар Рэй Леонарда составлял — 4 миллиона долларов. Гонорар Камачо — 2 миллиона. На тот момент Леонарду было 40 лет, и он не выходил на профессиональный ринг течение шести лет, но тем не менее считался фаворитом в бою. Анджело Данди не готовил Леонарда к бою, в роли тренера выступил Адриан Дэвис. Бой был показан в прямом эфире на «pay-per-view». На кону были титулы IBC в среднем весе. Первая защита Камачо. С самого начала боя Леонард с трудом держался на ногах. Он дважды споткнулся об настил в начале боя. |
| 39  | 37(25)-2-1 | 9 февраля 1991   | Терри Норрис (26-3-0)           | Мэдисон-сквер-гарден, Нью-Йорк, США                         | UD12 (12)        | Норрис был на одиннадцать лет моложе Леонарда. Гонорары бойцов: Леонард — 4 миллиона долларов, Норрис — 1 миллион. Бой транслировался в прямом эфире по системе «pay-per-view» на канале «Showtime». Леонард был фаворитом 12 к 5. После объявления судейский решений, Леонард взял микрофон и заявил: «Это мой последний бой». |
| 38  | 36(25)-1-1 | 7 декабря 1989   | Роберто Дюран (85-7-0)          | Mirage Hotel & Casino, Лас-Вегас, Невада, США               | UD12 (12)        | Матч был объявлен как «Uno Mas», что означает «ещё один» на испанском языке. Это была отсылка на второй бой между Леонардом и Дюраном, бой «No Mas». Леонард был фаворитом 9 к 5. Леонард заработал не менее 15 миллионов долларов, а Дюран — 7,6 миллионов. После боя Леонарда стал первым боксёром, сумевшим заработать более 100 миллионов долларов в карьере. Бой проходил на открытой арене. На улице была холодная погода, и секунданты Леонарда накрывали его одеялом между раундами Дюран был чемпионом WBC в среднем весе. |
| 37  | 35(25)-1-1 | 12 июня 1989     | Томас Хирнс (46-3-0)            | Caesars Palace, Лас-Вегас, Невада, США                      | DRAW SD (12)     | Генри Хирнс, 22-летний брат Томаса Хирнса, был обвинён в убийстве первой степени в день боя. На пресс-конференции Эмануэль Стюард, его менеджер и тренер, обвинили Леонарда в приёме стероидов. Леонарду было гарантировано 13 миллионов долларов, а Хирнсу — 11 миллионов долларов. Бой был объявлен как «Война». Леонард был фаворитом 3 к 1. Зрители освистали решение судей, так как считали, что победил Хирнс. |
| 36  | 35(25)-1   | 7 ноября 1987    | Донни Лалонд (31-2-0)           | Caesars Palace, Лас-Вегас, Невада, США                      | TKO9 (12), 2:30  | Это было третье возвращение Леонарда после выхода на пенсию и его первый бой после победы над Хаглером. Первый бой Лалонда в суперсреднем весе после победы над Бенито Фернандесом. Гонорар Леонара — 15 миллионов долларов, Лалонда — 5 миллионов долларов. Это был первый профессиональный бой Леонарда без тренера Анджело Данди. Леонард был фаворитом 3 к 1. Леонард стал вторым бойцом в истории, ставший чемпионом мира в пяти весовых категориях. |
| 35  | 34(24)-1   | 6 апреля 1987    | Марвин Хаглер (62-2-2)          | Caesars Palace, Лас-Вегас, Невада, США                      | SD12(12)         | Хаглер открылся как фаворит 4 к 1. Ко дню боя коэффициенты упали до 3 к 1. UPI опросили около 21 журналистов? которые освещали бой, 18 выбрали Хаглера в качестве победителя и три выбрали Леонарда. Леонард не выходил на ринг три года и провёл всего один раз за последние пять лет на момент боя. Многие журналисты и организаторы и фанаты боялись что Леонарда не допустят к бою из-за прошлой операции на глаз. Боб Арум заявлял что бой окупился на сумму 78 миллионов долларов. Хаглеру было гарантировано 12 миллионов долларов плюс процент от выручки. Леонарду было гарантировано 11 миллионов долларов. |
| 34  | 33(24)-1   | 11 мая 1984      | Кевин Ховард (20-4-1)           | Centrum, Worcester, Массачусетс, США                        | TKO9 (10), 2:27  | Первый бой Леонарда за 27 месяцев после того как ему поставили диагноз отслоение сетчатки. В четвёртом раунде Ховард жёстким ударом справа сбил с ног Леонарда и отправил его на настил, это первый нокдаун за всю профессиональную карьеру Леонарда. Леонард также держал преимущество в шестом, седьмом и восьмом раунде. В девятом раунде мощным крюком через руку Леонард пробил Кевина в челюсть, Ховарда сильно закачало, он пытался спастись в клинче, схватив Леонарда и удержался от падения. Затем, после того, как бойцов разняли, Леонард нанёс ещё несколько ударов в голову, Ховард плохо защищался и пропускал много ударов прежде чем судья Ричард Флаэрти остановил избиение. Угол Ховарда яростно протестовал, и многие зрители неодобрительно загудели. Шугар Рэй был настолько разочарован своим выступлением, что снова объявил о своём уходе на пресс-конференции после боя. «На данный момент я на пенсии», — сказал он. «Нет смысла обманывать себя или кого-то ещё. Этого всё. Я просто не могу продолжать и унижать себя. Я дрался с осторожностью. У меня был страх в глазах. Я боялся за своё здоровье за всё моё тело. Но теперь я спокоен. Я пытался.» Возможно, очередная отставка, объясняется тем, что у него него обнаружили рецидив и повторное отслоение сетчатки. |
| 33  | 32(23)-1   | 15 февраля 1982  | Брюс Финч (28-3-1)              | Reno-Sparks Convention Center, Рино, Невада, США            | TKO7 (15) 2:59   | WBA в полусреднем весе (1-я защита Леонардом). WBC в полусреднем весе (3-я защита Леонарда). Финч, чемпион NABF в полусреднем. Леонард и Финч ранее встречались против друг друга в любительском поединке в 1973 году, Леонард победил по результатам трёх раундов. Sports Illustrated сообщила, что чек Леонарда составил 1,3 миллиона долларов, а Финч — 85 тысяч. Леонард уложил на канвас Финча дважды во втором раунде и один раз в третьем. Следующий бой Леонарда должен был состояться 14 мая против Роджера Стаффорда, но бой был отменён после того, как выяснилось, что у Леонарда была отслоенние сетчатки в левом глазу. |
| 32  | 31(22)-1   | 16 сентября 1981 | Томас Хирнс (32-0-0)            | Caesars Palace, Лас-Вегас, Невада, США                      | TKO14 (15), 1:45 | |
| 31  | 30(21)-1   | 25 июня 1981     | Аюб Калуле (36-0-0)             | Астродом, Хьюстон, Техас,США                                | TKO10 (15), 2:22 | |
| 30  | 29(20)-1   | 28 марта 1981    | Ларри Бондс (29-3-0)            | Carrier Dome, Сиракузы, Нью-Йорк, США                       | TKO10 (15), 2:22 | Леонард дрался левшами только дважды как профессионал: в 1979 году он переиграл Адольфо Вируэта за десять раундов и остановил Тони Кьяверини за четыре раунда. Более 21 000 фанатов посетили бой. Леонард был агрессором против ловкого левши. «Я сразу понял, что с ним будет бесполезно танцевать», — сказал Леонард после боя. «Тогда мы оба будем много двигаться, и никто не будет бить и атаковать. Чтобы остановить его, я должен был быть дерзким». 750 000 долларов заработал Леонард, а Бондс — 100 000 долларов. До боя с Леонардом самый большой чек Бондса составлял 1500 долларов.. |
| 29  | 28(19)-1   | 25 ноября 1980   | Роберто Дюран (72-1-0)          | Мерседес-Бенц Супердоум, Новый Орлеан, Луизиана, США        | TKO8 (15), 2:44  | |
| 28  | 27(18)-1   | 20 июня 1980     | Роберто Дюран (71-1-0)          | Олимпийский стадион, Монреаль, Квебек, Канада               | UD15 (15)        | |
| 27  | 27(18)-0   | 31 марта 1980    | Дейв «Бой» Грин (33-2-0)        | Capital Centre, Landover, Мэриленд, США                     | KO4 (15), 2:27   | На кону стоял пояс WBC в полусреднем весе, это первая защита Леонарда. Леонард был фаворитом 6 к 1. Леонард получил за бой 1,4 миллиона долларов. Мощным левым хуком уложил британского претендента на спину. Грин лежал без сознания несколько минут. Он поднялся не без помощи посторонних. Когда команда Грина пыталась его унести с ринга, к нему подошёл Леонард и обнял его, затем, поднял его руку в знак уважения к сопернику. |
| 26  | 26(17)-0   | 30 ноября 1979   | Уилфред Бенитес (38-0-1)        | Caesars Palace, Лас-Вегас, Невада, США                      | TKO15 (15), 2:54 | |
| 25  | 25(16)-0   | 28 сентября 1979 | Энди Прайс (29-5-3)             | Caesars Palace, Лас-Вегас, Невада, США                      | KO1 (12), 2:52   | Первая защита титула NABF в полусреднем весе от Леонарда. Леонард занимал вторую строчку в рейтинге журнала «Ринг» в своём весе. Прайс до боя неоднократно говорил, что он тот кто сможет побить Леонарда и доставить ему много проблем. В первом раунде Леонард стремительно атаковал Прайса, отбросив его на канаты, и забив его серией ударов за восемь секунд до гонга. Леонард заработал 300 000 долларов, а Прайс — 40 000 долларов. Ещё в тот вечер бокса были поединки чемпиона WBC в супертяжёлом весе Ларри Холмса против Эрни Шейверса, Роберто Дюрана, Уилфредо Гомеса. «Энди Прайс сказал, что может сильно расстроить меня», — заявил Леонард после боя. — «Единственное, чем он расстроил меня, это когда он упал на канвас.» |
| 24  | 24(15)-0   | 12 августа 1979  | Пит Ранзани (45-3-1)            | Caesars Palace, Лас-Вегас, Невада, США                      | TKO4 (12), 2:41  | На кону стоял пояс NABF в полусреднем весе (6 защита Ранзани). Леонард занимал второе место по версии WBC, а Ранзани — третье. Ранзани лидировал на всех трёх судейских карточках когда выходил на четвёртый раунд. После взрывной серии ударов Ранзани упал на ринг. С большим трудом, шатаясь, он поднялся на счёте «девять». Леонард бросился в атаку, нанеся несколько жёстких ударов, зажав соперника в углу. Под громкий и оглушительный рёв толпы, вмешался рефери и остановил бой. «Я чувствую себя таким разочарованным. Я не знаю, что я сделал неправильно. Может быть, я был слишком агрессивен. Обычно я начинаю не спеша, но сегодня я хотел быть эффектным, я очень хотел выиграть этот бой». Пит Ранзани. Гонорар Леонарда составил 150 000 долларов, а Ранзани — 75 000 долларов. |
| 23  | 23(14)-0   | 24 июня 1979     | Тони Шаверини (30-4-0)          | Caesars Palace, Лас-Вегас, Невада, США                      | RTD4 (10)        | Шаверини — левша У Шаверини было семь побед подряд на момент боя с Леонардом. Леонард выигрывал все раунды. Бой был полностью односторонним в пользу Леонарда. По этой причине команда Шаверини отказалась выпускать своего бойца на пятый раунд и остановила бой. Это было второе поражение Шаверини нокаутом. «Он примерно такой же быстрый, как я думал, но бьёт он сильнее», — сказал Шеверини после завершения боя. Леонард заработал 140 000 долларов, а Кьяверини — 61 000 долларов. |
| 22  | 22(13)-0   | 20 мая 1979      | Маркос Джеральдо (50-14-0)      | Riverside Centroplex, Батон-Руж, Луизиана, США              | UD10 (10)        | У Джеральдо на момент поединка было семь побед подряд нокаутами в предыдущий боях. Размах рук Джеральдо — 193 см. Леонард работал вторым номером в роли контрпанчера, по ходу боя часто попадая жёсткими и хлёсткими ударами по лицу мексиканца. В одном из интервью Леонард сказал: «Джеральдо ударил и сильно потряс меня. Я видел трёх одинаковых бойцов. Я подумал: „О, нет!“ Я не мог отличить, кто из них настоящий. Тогда он снова ударил меня. В этот момент, я осознал что это тот, кто в центре. Теперь, когда я думаю об этом, это удивительно — этот удар прояснил мою голову… Я узнал как выстоять и выжить когда ты находишься под натиском и потрясён. Я узнал, что такое быть на грани, и суметь подняться, выкарабкаться. Мне пришлось использовать все навыки и способности, которые я только знал, и даже те, которых и я не знал, чтобы выстоять против него». |
| 21  | 21(13)-0   | 21 апреля 1979   | Адольфо Вирует (16-3-0)         | Dunes, Парадайс,Невада, США                                 | UD10 (10)        | Тренер Вируэта, Джо Димария, появился в углу через три дня после сердечного приступа. Это была 61 победа Леонарда подряд если считать его статистику из любительского бокса. Леонард хорошим ударом отправил Вируета на настил в четвёртом раунде, но не смог его добить. «Я знал, он „поплыл“. Он всё ещё был потрясён. Но благодаря своему опыту он выстоял» Вирует ссылался на возможный перелом правой руки, сказав что травмировал в её четвертом раунде. «Он не был самым жёсткий бойцом с которым я дрался, но он был одним из самых решительных», — сказал после боя Шугар Рэй Леонард. Леонард заработал 200 000 долларов Альфредо Вирует — 40 000 долларов Зрители арены аплодировали Адольфо Вируету после оглашения результата за его манеру боя и характер. |
| 20  | 20(13)-0   | 24 марта 1979    | Даниэль Альдо Гонсалес (52-2-4) | Community Center, Тусон, Аризона США                        | TKO1 (10), 2:03  | Это был первый бой Леонарда после заключения контракта с телевизионной компанией ABC на общую сумму 5 миллионов долларов. Во время боя случился один инцидент: Леонард «уложил» Гонсалеса мощным ударом справа в первом раунде. После сильного нокдауна Гонсалес едва удерживая равновесие сумел подняться. Рефери разрешил продолжить поединок. Но Гонсалес сделали один манёвр: он выплюнул капу в перчатку и выкинул её на канвас с умыслом, чтобы выиграть время и восстановиться пока не найдут новую капу. Судья подобрал капу и несмотря на замечания Гонсалеса рефери Роджер Янез сказал аргентинцу продолжать бой. Леонард загнал аргентинца в свой угол, тот пропустил два точных удара и снова упал, на этот раз его угол остановил бой. |
| 19  | 19(12)-0   | 11 февраля 1979  | Фернан Маркотт (46-8-3)         | Convention Center, Майами, Флорида, США                     | TKO8 (10), 2:33  | «Моя стратегия состояла в том, чтобы много двигаться и не позволять ему опираться на меня», — сказал Леонард. Нокаутирующий удар был нанесен в 2:33 восьмого раунда, после множества пропущенных ударов. Измотанный Маркотт, пропустил мощный «крюк» прямо в челюсть, который уронил канадца на ринг. Рефери открыл счёт, Маркотт попытался подняться, но досчитав до восьми рефери Джей Эдсон остановил бой. «Это был идеальный удар. Я думаю, что он (Леонард) должен стань чемпионом мира», — признался отец и тренер 29-летнего Маркотта, Фернард-старший. |
| 18  | 18(11)-0   | 11 января 1979   | Джонни Гант (44-11-3)           | Capital Centre, Landover, Мэриленд, США                     | TKO8 (12), 2:57  | Леонард потряс Ганта в конце восьмого раунда. Гант с трудом поднялся, но ноги его не слушались. Кивнул в ответ, когда рефери спросил его, в порядке ли он. Затем Леонард приблизился на добивание и ударил Ганта справа, предложив рефери остановить бой. Судья Терри Мур не дал Ганту ни единого раунда. |
| 17  | 17(10)-0   | 9 декабря 1978   | Армандо Мунис (44-13-1)         | Civic Center, Спрингфилд, Массачусетс, США                  | RTD6 (10), 3:00  | Мунис не успевал защищаться от многоударных и скоростных комбинаций Леонарда, пропускал достаточно много ударов. «Это был мой самый сложный профессиональный бой», — сказал Леонард после своей 17-й победы. Бой остановили в шестом раунде после такого как Мунис повредил руку. Хотя он заявлял что мог продолжать драться даже с одной рукой, если бы ему позволили. «Шугар Рэй бьёт довольно хорошо. Если у Паломино (чемпион мира в полусреднем весе на тот момент) есть хоть какая-то смелость, он даст ему шанс в следующем году». Брат Рэйа Роджер Леонард также выступал в этот вечер и тоже одержав победу. |
| 16  | 16(9)-0    | 3 ноября 1978    | Бернардо Прада (22-6-3)         | Cumberland County Civic Center, Портленд, Мэн               | UD10 (10)        | По оценкам было около семи миллионов зрителей кабельному телевидению. Бернардо Прада уступал Леонарду в скорости и в технике по ходу поединка. В конце боя у Прады было гематома под левым глазом. В десятом раунде, Леонард сериями ударов по голове нанёс рассечение под тем же левым глазом Прады. Оценки судей не были оглашены, но Леонард был победителем единогласным решением судей. |
| 15  | 15(9)-0    | 6 октября 1978   | Рэнди Шилдс (31-4-1)            | Civic Center, Балтимор, Мэриленд, США                       | UD10 (10)        | Рэнди Шилдс выиграл национальный чемпионат AAU в полусреднем весе 1973 году, в одно время с Леонардом. Он также был чемпионом AAU в лёгком весе в том же году. Шилдс занял второе место в рейтинге NABF и пятое WBC. Леонард случайно ударил рефери Тома Келли левым хуком, когда он пытался разнять бойцов в девятом раунде. Келли получил рассечение левого глаза и был заменён судьёй Гарри Чеккини. |
| 14  | 14(9)-0    | 9 сентября 1978  | Флойд Мэйвезер (15-1-0)         | Civic Center, Провиденс, Род-Айленд, США                    | TKO10 (10), 2:16 | Бой транслировался в прямом эфире ABC. Мэйвезер заявлял неоднократно после боя, в первом раунде он повредил правую руку. По ходу боя Мейвезера дважды отправили в нокдаун в восьмом раунде. После боя Леонард занял пятое место в рейтинге по версии WBA. Многие сошлись во мнении что единственные раунды, в которых Флойд Мейвезер сумел дать бой Леонарду, это первый и пятый. Бой транслировался в прямом эфире ABC на Wide World of Sports. |
| 13  | 13(8)-0    | 18 июля 1978     | Дик Эклунд (11-3-0)             | John B. Hynes Memorial Auditorium, Бостон, Массачусетс, США | UD10(10)         | Леонард отправил в нокдаун Эклунда в шестом и девятых раундах. Эклунд также отправил на настил Леонарда в десятом раунде, но рефери не посчитал это нокдауном и не стал открывать счёт. Леонард был объявлен победителем единогласным решением, но оценки судей не были зачитаны. В течение долгих лет Дикки Эклунд хвастался, что отправил в нокдаун «Сахарного», но позже он признался: «Нет, я не потряс его ударом. Это всё „дерьмо“. Он просто поскользнулся». Шугар Рэй заработал 30000 долларов, а Дикки Эклунд — 4500 долларов. |
| 12  | 12(8)-0    | 3 июня 1978      | Рафаэль Родригес (22-8-1)       | Civic Center, Мэриленд, Балтимор, США                       | UD10 (10)        | Родригес пытался навязать борьбу и старался действовать более агрессивно, но его усилий было недостаточно, так как Леонард значительно превосходил в скорости рук и работой ног. Родригес был потрясен прямым правым кроссом за 20 секунд до окончания пятого раунда. Леонард пытался закончить бой дострочно, но не хватило времени и прозвенел гонг. Это был первый бой Леонарда, где он провёл все десять раундов. Бой был показан по телевидению на престижном канале CBS на передаче Sports Spectacular. Общее число зрителей оценивалось в 6900. После боя Родригес прокомментировал своё выступление: «Я должен был лучше действовать по ходу боя, но я был удивлён скоростью Шугар Рэя.» |
| 11  | 11(8)-0    | 13 мая 1978      | Рэнди Милтон (12-4-2)           | Memorial Auditorium, Ютика Нью-Йорк, США                    | TKO8 (10), 2:55  | Трижды отправил Милтона в нокдаун. Последний был всего через пять секунд после окончания восьмого и последнего раунда. За явным преимуществом Леонарда, рефери Джимми Девлин остановил бой, несмотря на протесты Милтона и его менеджера Дэйва Маско. После боя Леонард почти сразу же объявил, что его следующий поединок будет против Рафаэля Родригеса в Балтиморе 3 июня. |
| 10  | 10(7)-0    | 13 апреля 1978   | Бобби Хеймон (21-7-1)           | Capital Centre, Landover, Мэриленд, США                     | RTD3 (10)        | В Capital Centre на трибунах насчитывалось около 15 272 человек. Это была самая большая аудитория, которая пришла посмотреть боксёрский матч в Мэриленде в истории на тот момент. Леонард отправил в нокдаун Хеймона в углу на отметке 1:55 третьего раунда. Леонард снова потряс его в конце того же раунда. Хеймон, который был прижат к краю ринга, после ударов упал за канаты в угол своей команды. Бой остановили не открывая счёт, Хеймон был признан неспособным продолжать. |
| 9   | 9(6)-0     | 19 марта 1978    | Хавьер Мунис (21-7-1)           | T Veterans Memorial Coliseum, Нью-Хейвен, Коннектикут, США  | KO1 (8), 2:45    | Это было единственное за всю карьеру поражение Муниса нокаутом. В своём предыдущем бою Мунис выстоял все десять раундов против Роберто Дюрана. Во время первого раунда после первого же нокдауна сильно потрясённый Мунис не сумел подняться после того как судья открыл счёт, рефери отчитал до десяти и бой был остановлен. Мунис поднялся только после того как рефери остановил бой. |
| 8   | 8(5)-0     | 1 марта 1978     | Арт Макнайт (10-1-0)            | Hara Arena, Дейтон, ОгайоСША                                | TKO7 (8), 1:52   | Макнайт был недоволен решением рефери об остановке боя, утверждая что она была преждевременной. Решение рефери также было освистано многочисленной публикой, после оглашение результата на арену со всех сторон полетел мусор и разные предметы от недовольных зрителей. Леонард выигрывал по очкам на всех судейский карточках. |
| 7   | 7(4)-0     | 4 февраля 1978   | Рокки Рамон (21-11-1)           | Civic Center, Мэриленд, Балтимор, США                       | UD               | Это был первый бой Леонарда против рейтингового бойца. Рамон занимал 10-ю строчку по версии NABF (Североамериканская боксёрская федерация). По ходу боя Рамон дважды был отправлен в нокдаун Леонардом. Рокки Рамон: «Ты просто не видишь его ударов, они очень быстрые». |
| 6   | 6(4)-0     | 17 декабря 1977  | Гектор Диаз (11-6-3)            | D.C. Armory, Вашингтон, США                                 | KO2 (8) 2:20     | Один из участников команды Леонарда опубликовал статистику Диаса как 17-6-3, в то время как журнал «Ринг» обнародовал его рекорд как 13-5-3. По некоторым данным и слухам, Диас не выступал на профессиональном ринге с 1973 года. Леонард заработал за бой 30000 долларов. |
| 5   | 5(3)-0     | 5 ноября 1977    | Августин Эстрада (7-12-0)       | Caesars Palace, Лас-Вегас, Невада, США                      | KO6 (8) 1:54     | Выиграл все раунды на судейских карточках. Отправил Эстраду в нокдаун в пятом раунде ударом в корпус. Затем нокаутировал в шестом, Эстрада был недоволен решением и считал что остановка была преждевременной. |
| 4   | 4(2)-0     | 24 сентября 1977 | Фрэнк Санторе мл. (27-3-1)      | Civic Center, Мэриленд, Балтимор, США                       | KO (8)           | Это был первый бой с восемью раундами Леонарда. Санторе был бывшим чемпионом морской пехоты США. Перед боем Фрэнк Санторе шёл с серией в одиннадцать побед подряд. Леонард отправлял оппонента в нокдаун в четвёртом и дважды в пятом раунде. Бой транслировался на канале ABC. Из-за того что Леонард навязывал высокий темп боя Санторе травмировал связки в правой лодыжке во втором раунде. Леонард после завершения поединка ответил критикам о его слабой силе удара: «Я рассчитываю, что это доказывает то что у меня есть неплохая сила удара. Я замечал некоторую критику по этому поводу, но, возможно, журналисты сменят свою пластинку». Санторе после боя сказал: «Я не знал, что он настолько быстр». |
| 3   | 3(1)-0     | 10 Июня 1977     | Винни ДеБаррос (15-4-0)         | Civic Center, Хартфорд, Коннектикут, США                    | TKO3 (8) 1:59    | ДеБаррос был чемпионом Новой Англии в лёгком весе. Заработал за бой 12000 долларов. Леонард танцевал по рингу и дразнил публику родного города ДеБарроса своим фирменным ударом — крутящейся правой рукой. После боя Винни ДеБаррос сказал о Леонарде: «Он самый быстрый боец, с которым я когда-либо дрался». |
| 2   | 2(0)-0     | 14 мая 1977      | Вилли Родригес (10-1-0)         | Civic Center,Мэриленд, Балтимор, США                        | UD               | Изначально бой намечен на 2 апреля, но он был перенесен, когда Леонард получил небольшое рассечение губы во время спарринга за три дня до боя.Леонард заработал более 40 000 долларов, а Родригес — 1500 долларов. Бой судился по пятибалльной системе |
| 1   | 1(0)-0     | 5 февраля 1977   | Луис Вега (8-11-3)              | Civic Center, Мэриленд, Балтимор, США                       | UD               | Публика в 10 270 человек в Civic Centre принесла прибыли в 72 320 долларов. Бой транслировался в прямом эфире CBS на Sports Spectacular. Рекорд Луиса Веги был объявлен как 14-8-3. Бой судился по пятибалльной системе. Леонард выигрывал каждый раунд. |
| Бой | Рекорд     | Дата             | Соперник                        | Место боя                                                   | Результат        | Данные о бое |